# Telecomunicações de Moçambique
Telecomunicações de Moçambique (TDM) és un proveïdor de serveis d'Internet i de telecomunicacions a Moçambic. Telecomunicações de Moçambique va ser creat el 1981 després de l'acabament de les Postas, Telégrafos e Teléfonos (PTT) agència governamental. A finals de 2002 TDM va ser transformada en una societat de responsabilitat limitada i va ser rebatejada com a Telecomunicações de Moçambique SARL.

## Grup de companyies TDM
El Grup TDM de empreses inclou Mcel (primer operador de telefonia mòbil de Moçambic) del qual TDM en posseïa el 74%. En conjunció amb el Grup Visabeira TDM té el 50% de TVCabo Moçambique (proveïdor de televisió per cable) i el 50% de TELEVISA. TDM posseeix el 100% de la seva filial Teledata.

## Productes i serveis

### Veu
TDM ofereix serveis de telefonia pre-pagament i post-pagament usant POTS, així com CDMA i oferir línies ISDN per a les empreses. TDM també posseeix i opera telèfons de pagament amb moneda i targeta a tot el país.

### Internet
El servei "TDM BandaLarga" proporciona accés a internet de banda ampla per ADSL i CDMA (fixo-sense fils) i TDM és el major proveïdor de banda ampla al país. La velocitat d'ADSL va des dels 128 kbit/s als 4 Mbit/s.
TDM també proporciona serveis d'Internet a través de circuits dedicats, així com serveis de trànsit IP a d'altres proveïdors d'Internet. La major part de proveïdors de Moçambic obtenen la seva connectivitat internacional a Internet a través de TDM.
TDM usa els sistemes de cables submarins EASSy i SEACOM d'interconnexió internacional.

### Línia dedicada i VPN
TDM ofereix serveis tradicionals línia dedicada que van des de 64 kbit/s per a serveis de STM-1, així com serveis MPLS VPN.

### Cable submarí EASSY
TDM és accionista de WIOCC, que és el major inversor i operador del sistema de cable submarí EASSy. A través d'aquest TDM proporciona connectivitat internacional als països veïns sense litoral marítim al sud-est d'Àfrica.